# Parti du progrès (Ghana)
Pour les articles homonymes, voir Parti du progrès.
Le Parti du progrès (PP) était le parti au pouvoir au Ghana pendant la Deuxième République (1969 - 1972). 

## Histoire
Aux élections du 29 août 1969, le PP remporta 105 des 140 sièges de l'Assemblée nationale.  
Ces élections font suite au coup d'État militaire et policier de 1966 qui a renversé le régime autoritaire de Kwame Nkrumah et instauré une forme de démocratie. Le Parti de la convention populaire (socialiste), parti du régime renversé, a été interdit. Le Parti du progrès (libéral), soutenu par les auteurs du coup d'État, remporte une large majorité des sièges. Son dirigeant, Kofi Abrefa Busia, devient premier ministre le 3 septembre 1969. Edward Akufo-Addo (sans étiquette) devient président de la République, un rôle essentiellement cérémoniel. C'est le début de la Deuxième République.
Le parti est dissous le 13 janvier 1972

## Personnalités
- Catherine Katuni Tedam
- David Kojo Duku

## Voir également
- Parti uni (en)